# Vom Sinn unseres Lebens

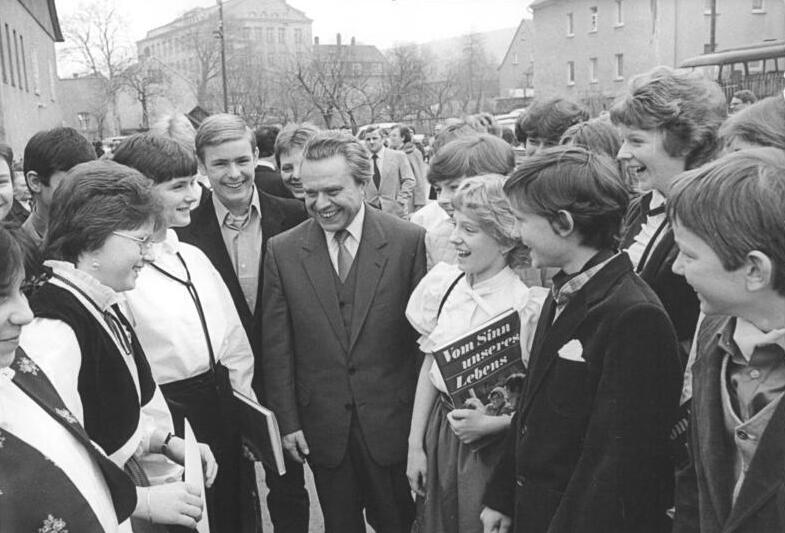
Jugendweihe 1984 in Zschorlau: mit dem Sinn des Lebens, Lothar Kolditz mit Jugendweihlingen

Vom Sinn unseres Lebens ist ein Geschenkbuch, das von 1983 bis zur Wiedervereinigung anlässlich der Jugendweihe an Schüler der DDR überreicht wurde.

## Struktur und Auflage
Das Werk wurde vom Zentralen Ausschuss für Jugendweihe in der DDR von 1983 bis 1989 in insgesamt sieben Auflagen herausgegeben und im Verlag Neues Leben in Berlin verlegt. Es ersetzte das seit 1975 herausgegebene Buch Der Sozialismus, Deine Welt. Jährlich wurden bis zum Frühjahr 1989 200.000 Exemplare des Buches hergestellt und damit war es das meistgedruckte Buch in der DDR. Das über 250 Seiten umfassende, großformatige Werk war für die damaligen Verhältnisse reich mit farbigen Fotografien, Grafiken und Zeichnungen ausgestattet. Die Gesamtherstellung fand beim VEB Interdruck Grafischer Großbetrieb Leipzig statt. Im Handel war das Buch nicht erhältlich.
Das Geschenkbuch sollte sich – wie die Vorgängerbücher – an den Erziehungszielen der SED orientieren und das Bild der allseitig entwickelten Persönlichkeit vermitteln und deren Entwicklung fördern. In dem letzten Jugendweihebuch der DDR wurden im Gegensatz zu früheren Geschenkbüchern auch lebensweltlich orientierte Themen aufgegriffen.

## Inhalt

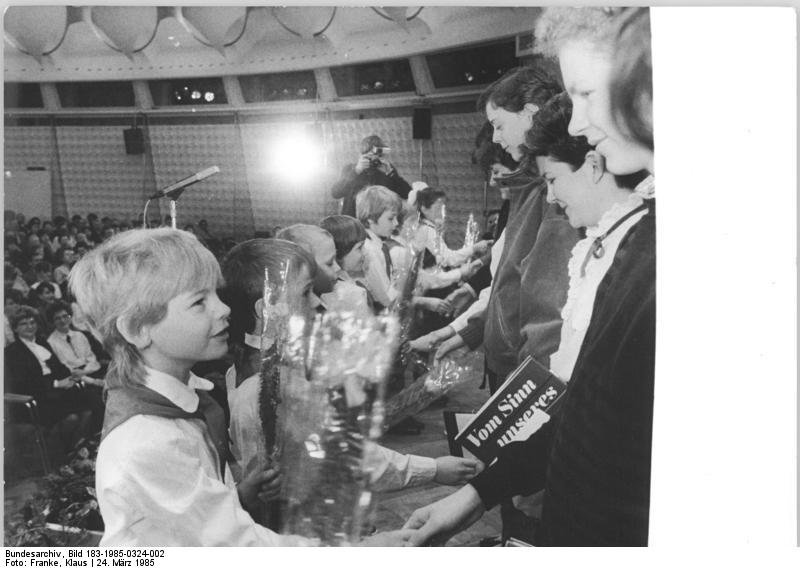
Jugendweihe in der Kongresshalle in Berlin 1985, Überreichung der Geschenkbücher

### Geleitwort des Generalsekretärs des Zentralkomitees der Sozialistischen Einheitspartei Deutschlands und Vorsitzenden des Staatsrates der Deutschen Demokratischen Republik
Im Vorwort erinnert Erich Honecker in seiner Eigenschaft als Generalsekretär des Zentralkomitees der SED und Vorsitzender des Staatsrates an die lange Tradition der Jugendweihe als eine Feier der revolutionären Arbeiterklasse. Gleichzeitig wird die Jugend verpflichtet, gemeinsam mit den Älteren aktiv die Zukunft zu gestalten und sich für die Bewahrung von Frieden und Sozialismus einzusetzen.

### Erstes Kapitel: Die Zeit, in der wir leben
Im 6-seitigen Einführungskapitel des Buches werden eine Vielzahl von rhetorischen Fragen zur Entstehung des Lebens, den Gesellschaftsformen und dem Sinn des Lebens gestellt. Den Mittelpunkt des Fragenkomplexes bilden gesellschaftspolitische Fragen, wie u. a. „Warum ist der Sozialismus das gesetzmäßige Ergebnis der bisherigen Menschheitsgeschichte? Was befähigt die Arbeiterklasse, den Kapitalismus zu stürzen und den Sozialismus zu errichten?…Was erwartet die Gesellschaft, das sozialistische Vaterland von einem jungen Bürger, und wie kann er diesen Ansprüchen gerecht werden?“ Aber auch Fragen nach dem Sinn des Lebens und Glück werden aufgeworfen. Daran schließt sich ein Kurzabriss über die Geschichte der Arbeiterklasse und den Sozialismus im 20. Jahrhundert an. Anschließend werden aus Sicht der Autoren mehrfach die Vorzüge der sozialistischen Gesellschaftsordnung gegenüber dem kapitalischen bzw. imperialistischen Gesellschaftssystem dargestellt.

### Zweites Kapitel: Naturerkenntnis und Weltanschauung
Dem 63-seitigen Kapitel wird ein Zitat Georg Wilhelm Friedrich Hegels vorangestellt. Der erste Teil des Kapitels widmet sich der Entstehung und Erforschung des Weltalls, der Galaxien und der Sterne. Zum Schluss wird auch die Frage nach außerirdischen Zivilisationen aufgegriffen. Kurzbiographien von Albert Einstein, Immanuel Kant, Galileo Galilei, Johannes Kepler, Nicolaus Copernicus, Isaac Newton sowie Juri Gagarin sowie einige Infografiken vervollständigen die Texte. Der zweite Teil des Kapitels beschäftigt sich mit der Entstehung, dem Aufbau und Veränderung der Erde. Geologische Prozesse und Alfred Wegeners Kontinentalverschiebungstheorie werden kompakt dargestellt. Abgeschlossen wird das Kapitel mit der Frage „Was ist Leben?“. In diesem Teil erfolgt ein kurzer Abriss der Entwicklungs- und Sozialisierungsgeschichte des Menschen, die durch Biografien von Charles Darwin, Johann Gregor Mendel, Alexander Oparin, Francis Bacon, Giordano Bruno und Georg Wilhelm Friedrich Hegel ergänzt werden.

### Drittes Kapitel: Wer treibt die Geschichte voran?
Das 62-seitige dritte Kapitel widmet sich den Grundlagen des dialektischen und historischen Materialismus als Grundlage für „wissenschaftliche Weltanschauung der Arbeiterklasse“. Dabei wird ausführlich auf die von Karl Marx unterschiedenen geschichtlichen Entwicklungsstufen der Gesellschaft eingegangen, insbesondere auf die Entwicklung kapitalistische Gesellschaft und der Übergang zur sozialistischen und kommunistischen Gesellschaft. Dabei wird der von Marx formulierte „Grundwiderspruch der kapitalischen Gesellschaftsordnung“ zwischen dem gesellschaftlichen Charakter der Produktion und der privatkapitalistischen Aneignung des gesellschaftlichen Produktes dargestellt. In dem Kapitel wird auch der Frage nachgegangen, warum sich Karl Marx und Friedrich Engels zu Revolutionären entwickelt haben. Der nächste Teil in diesem Kapitel „Die Geschichte kennt keinen Stillstand“ beschäftigte sich mit der menschlichen Evolution aus Sicht der marxistisch-leninistischen Weltanschauung. Hier ergänzten die Kurzbiografien von Platon, Spartacus, Leonardo da Vinci, Johann Gutenberg, Albrecht Dürer, Thomas Müntzer, Martin Luther und Thomas Morus die textlichen Ausführungen. Der nächste Abschnitt charakterisiert aus leninscher Sicht den „Imperialismus als sterbenden Kapitalismus“. Zahlreiche Beispiele für den aggressiven, kriegstreiberischen, „parasitären und faulenden“ Charakter werden von den Autoren aufgeführt, die Bildung von Finanzoligarchien und staatsmonopolistischem Kapitalismus beschrieben. Ergänzt wird der Abschnitt durch Kurzbiografien von Hermann von Helmholtz, Julius Robert von Mayer und Robert Koch. Der letzte Abschnitt des Kapitels widmet sich der Entwicklung des Sozialismus von den theoretischen Grundlagen bis hin zur geschichtlichen Entwicklung der sozialistischen Staaten im 20. Jahrhundert, beginnend bei der Großen Sozialistischen Oktoberrevolution bis hin zu den nationalen Befreiungsbewegungen in Mittelamerika und Afrika der 1980er Jahre.

### Viertes Kapitel: Im Kampf für Frieden und sozialen Fortschritt
Das vierte Kapitel beschreibt die Entwicklung der DDR und die historischen Wurzeln der deutschen Arbeiterklasse. Eingeleitet wird das Kapitel mit einem Zitat aus dem Programm der SED, das auf dem IX. Parteitag der SED 1976 beschlossen wurde: „Die Sozialistische Einheitspartei Deutschlands stellt sich das Ziel, in der Deutschen Demokratischen Republik weiterhin die entwickelte sozialistische Gesellschaft zu gestalten und so grundlegende Voraussetzungen für den allmählichen Übergang zum Kommunismus zu schaffen.“ In diesem Teil des Buches wird die Fortsetzung der humanistischen Traditionen in der DDR thematisiert. Biografien von Erich Honecker und Führern der deutschen Arbeiterbewegung Karl Liebknecht, Rosa Luxemburg, Ernst Thälmann, Wilhelm Pieck, Otto Grotewohl, Walter Ulbricht, Wissenschaftlern, wie Erich Correns, Georg Bilkenroth, Gustav Hertz, Heinrich Mauersberger, Theodor Brugsch sowie von Namensgebern von Aktivistenbewegungen Frida Hockauf und Adolf Hennecke ergänzen zusammen mit Infografiken über die Struktur der sozialistischen Staatsmacht der DDR, über das Nationaleinkommen, den Wohnungsbau und die Handelsbeziehungen zur Sowjetunion den Text. Ein weiterer Schwerpunkt in dem Kapitel wird auf die Aufgaben der nationalen Landesverteidigung, ihre Stellung in der Warschauer Vertragsorganisation und auf die weltweite Friedensbewegung Anfang der 1980er Jahre gelegt. Das Kapitel endet mit einem kurzen Ausblick auf den Übergang in eine kommunistische Gesellschaft und leitet mit dem Satz „Den Kommunismus zu schaffen liegt in unserer Hand“ zum Abschlusskapitel des Buches über.

### Fünftes Kapitel: Du und der Sozialismus
Dem 50-seitigen Abschlusskapitel, das den Jugendlichen konkrete Handlungsempfehlungen für ihre weitere Entwicklung und einen „Wegweiser ins Morgen und Übermorgen“ geben soll, ist ein Zitat aus Wilhelm Meisters Wanderjahren von Johann Wolfgang Goethe vorangestellt: „Wie kann man sich selbst kennenlernen? Durch Betrachten niemals, wohl aber durch handeln. Versuche Deine Pflicht zu tun, und du weißt gleich, was an dir ist. Was aber ist deine Pflicht? Die Forderung des Tages.“ Die Autoren geben den Jugendlichen Antworten auf Fragen, wie Was bedeutet es, eine Persönlichkeit zu sein? und Was will ich in meinem Leben erreichen? Dabei wird insbesondere die Rolle des Menschen als gesellschaftliches Individuum und des Kollektivs betont. Den Abschluss des Buches bilden Alltagsthemen wie die Frage nach dem Glück und der Liebe „als menschliche Werte“ sowie Empfehlungen zu elementarsten Regeln der „sozialistischen Verhaltenskultur“ wie Ordnung, Sauberkeit, persönlicher Hygiene, Höflichkeit, Ehrlichkeit und Wahrheitsliebe. Das Buch schließt mit dem Ausspruch des römischen Dichters Horaz: „Carpe diem! – Nutze den Tag“!

## Ausgaben
- Autorenkollektiv: Vom Sinn unseres Lebens. 1. Auflage. Verlag Neues Leben, Berlin 1983; 7. Auflage 1989.